# Monks Kirby
Monks Kirby est un village et une paroisse civile du Warwickshire, en Angleterre. Administrativement, il dépend du borough de Rugby.

## Géographie
Monks Kirby est situé à environ 1,6 km à l'est de Fosse Way, à environ 8 milles au nord-ouest de Rugby, à sept milles au nord-est de Coventry et à six milles à l'ouest de Lutterworth.
Les limites de la paroisse comprennent deux domaines fonciers importants : Newnham Paddox, siège de la famille des comtes de Denbigh depuis le XVe siècle et Newbold Revel, demeure de l'écrivain médiéval Sir Thomas Malory. Monks Kirby est aujourd'hui un petit village de banlieue attrayant et riche avec de nombreux habitants travaillant à Coventry, Birmingham, Leicester et Londres. Monks Kirby est dominé par l'église Sainte-Edith, lieu de culte chrétien depuis au moins le Xe siècle et qui fonctionnait comme prieuré au Moyen Âge. Reflétant son importance aristocratique et ecclésiastique médiévale, Monks Kirby est la plus grande paroisse historique du Warwickshire et St Edith est l'une des plus grandes églises paroissiales du comté.

## Galerie

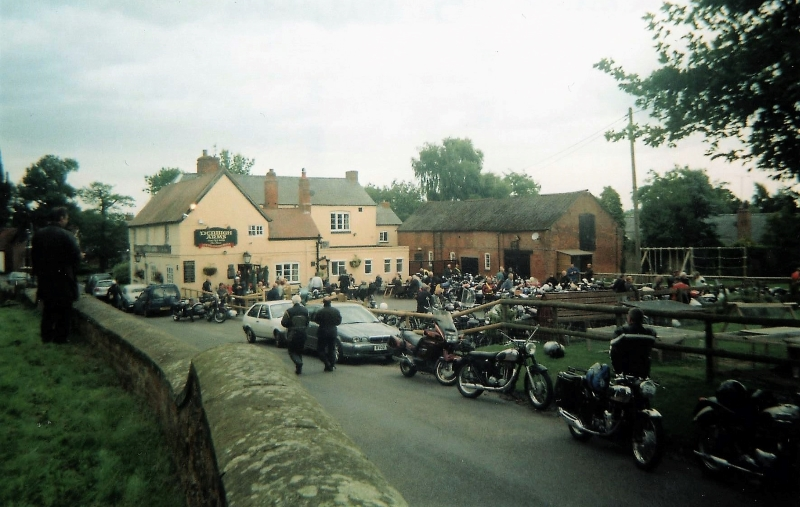
The Denbigh Arms, pub.
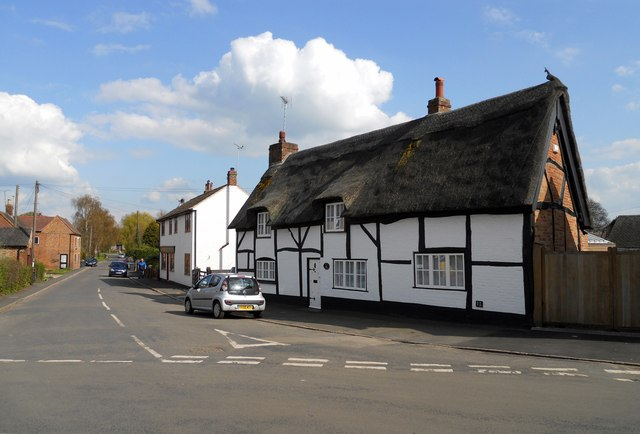
Brockhurst Lane.
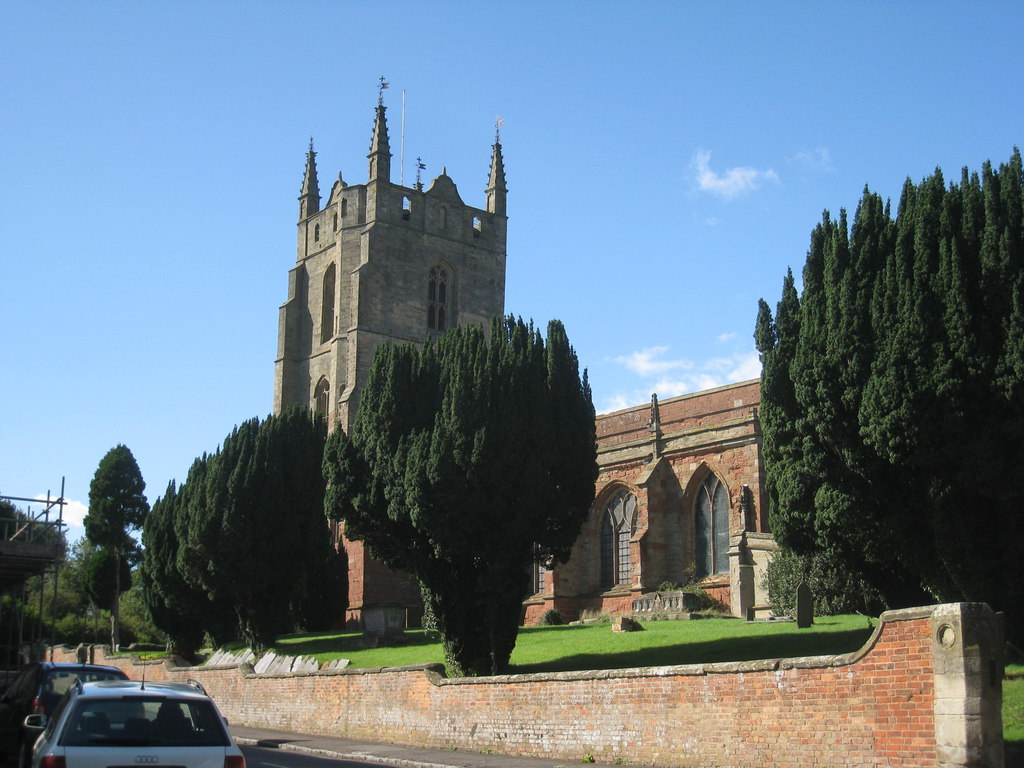
Église Sainte Edith.
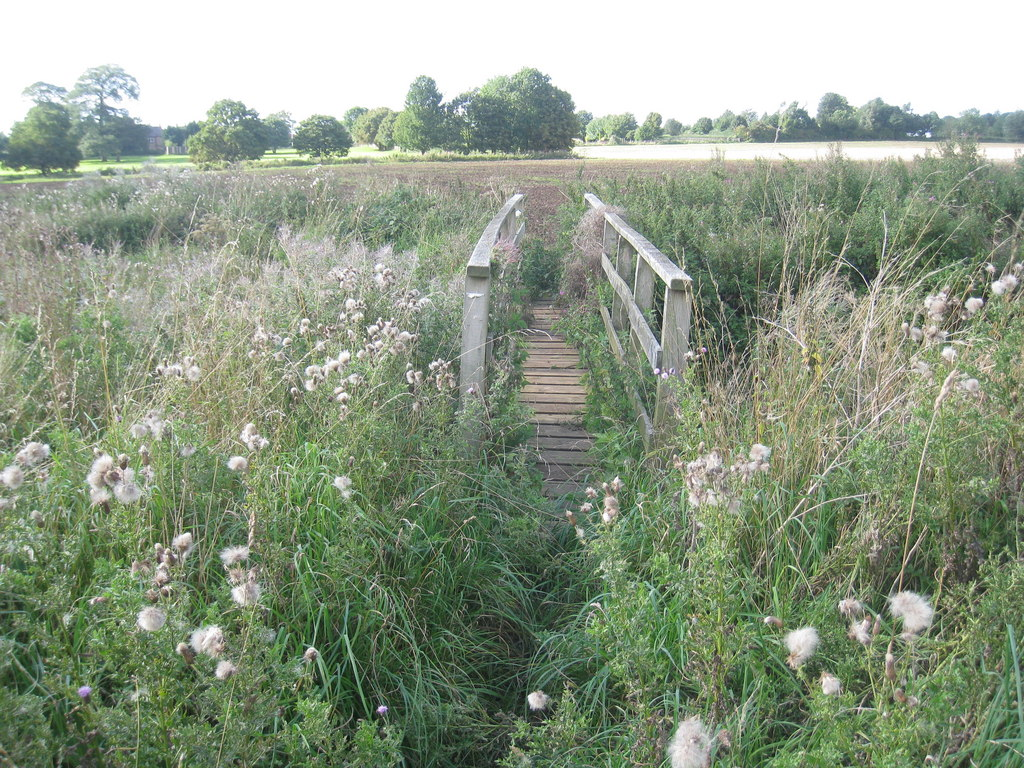
Passerelle.
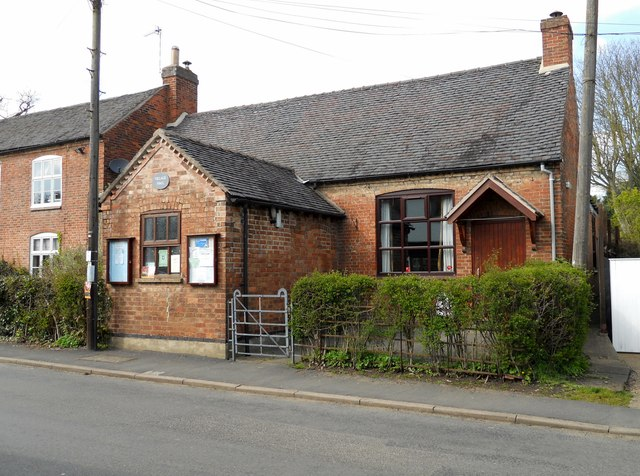
Salle communale.
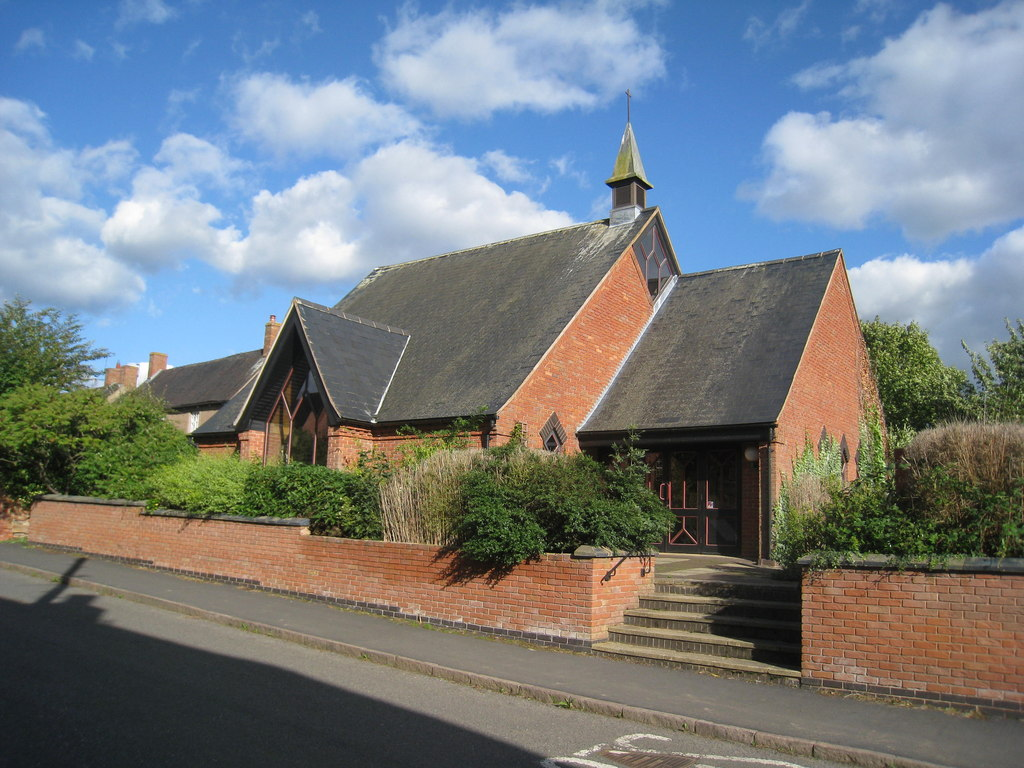
Église romaine catholique Saint Joseph.

## Histoire
Monks Kirby est habité depuis au moins l'époque romaine, avec des preuves (urnes romaines et briques) trouvées autour de l'église suggérant soit un cimetière romain, soit une villa sur le site actuel de l'église.

### Période anglo-saxonne et conquête normande
La taille de la paroisse, la qualité des sols et l'emplacement stratégique (les limites du village atteignaient High Cross - le point de rencontre de Fosse Way et de Watling Street) indiquent tous l'importance du village avant la conquête normande. Peu de temps après la Conquête, en 1086, le Domesday Book enregistre Monks Kirby comme la plus grande colonie de cette partie du pays (North Warwickshire et South Leicestershire) - nettement plus grande que les colonies qui sont devenues les villes actuelles - Lutterworth, Rugby, Coventry et Birmingham.
L'église de Monks Kirby, avant la conquête normande, était la principale de la région environnante, reliée à l'important domaine aristocratique de Newnham probablement au moins dès le huitième ou le neuvième siècle,.
Dans les années 900, le village se trouvait à la frontière entre le Danelaw contrôlé par les Vikings et la Mercie anglo-saxonne. Monks Kirby se trouve juste du côté ouest (anglo-saxon) de Watling Street, qui était la frontière. Le nom du village reflète l'influence à long terme de la colonisation danoise à la frontière : il est enregistré pour la première fois, en latin, sous le nom de Kirkberia en 1077; il s'agit d'un mélange de l'anglais issu du danois Kirk (église) et de l'anglo-saxon signifiant village fortifié. Avec le temps, le nom est devenu Kirkeby puis Kirby, .
Au moment de la conquête normande, le domaine voisin de Newnham Paddox appartenait à Leofwin, neveu de Leofric, comte de Mercie (époux de Lady Godiva). Après la Conquête, les terres autour de Monks Kirby devinrent la propriété de Geoffroy de la Guerche, un chevalier breton qui épousa Aelgifu, la fille de Leofwin,. Geoffrey a reconstruit l'église anglo-saxonne qui avait été détruite, peut-être lors des combats entre Saxons et Normands dans la période immédiatement post-Conquête. Geoffroy dota l'église reconstruite de terres (notamment le village de Copston Magna), et la donna comme prieuré à l'abbaye bénédictine de St Nicolas en Anjou en France.
Le Prieuré doit son nom à la Vierge Marie et à Saint Denis. Fait inhabituel, le texte de la Charte fondatrice du Prieuré subsiste : La dédicace a eu lieu le 1er juillet 1077 et la Charte nous indique les noms des premiers moines – Geoffroy, Ranulf, Stephen, Maurice, Roger et Herman. Après la mort de Geoffrey, ses domaines, y compris les terres autour de Monks Kirby, revinrent au roi, qui les concéda ensuite à Nigel d'Aubigny, le père de Roger de Mowbray dont les descendants allaient devenir comtes de Nottingham et ducs de Norfolk. La famille Newnham (qui tire son nom du domaine) est enregistrée comme détenant le domaine Newnham Paddox sous les Mowbray à partir des années 1100.

### 1100-1500
Les XIIe et XIIIe siècle siècles furent l'apogée de Monks Kirby. Les moines ont produit au moins un beau livre enluminé et de nombreux miracles ont apparemment été accomplis au Prieuré (voir Prieuré de Monks Kirby). En 1266, Henri III accorda aux moines une foire au solstice d'été et un marché hebdomadaire, résultat de l'importance croissante de Monks Kirby. Le nom de l'une des rues du village, Bond End, reflète la frontière entre les fermiers féodaux (« esclaves ») et les propriétés des commerçants et artisans qui opéraient autour de l'église du Prieuré.
Au XIVe siècle et au début du XVe siècle, la guerre de Cent Ans avec la France a causé des difficultés majeures aux prieurés dirigés par des Français comme Monks Kirby. L'argent manquait - les domaines du prieuré étaient confisqués par intermittence par le roi - et la discipline était faible : en 1330, il avait fallu rappeler aux bénédictins de Monks Kirby des règles fondamentales telles que la non-admission des femmes au monastère et leur devoir envers les pauvres.
Presque tombée en ruine, l'église a été en grande partie reconstruite vers 1380. La structure de base et la forme de l'église aujourd'hui datent de cette reconstruction, ainsi que l'une des huit cloches actuelles de l'église. En 1415, Henri V accepta que le duc de Norfolk puisse transférer le prieuré et ses terres hors des mains nominalement françaises, pour devenir une maison de l'abbaye des Chartreux établie sur les domaines du duc sur l'île d'Axholme, dans le Lincolnshire. Les Chartreux pratiquaient un style de vie monastique strict et les revenus du Prieuré de Monks Kirby étaient l'essentiel de leurs revenus mais seuls deux prêtres, et aucun moine, étaient entretenus à Monks Kirby. L'église fut de nouveau modifiée à la fin du XVe siècle avec l'ajout d'une flèche octogonale, ce qui devait lui conférer une allure imposante.

### 1500-1700
Le domaine Newnham Paddox était détenu par un certain nombre de familles différentes au XIVe et au début du XVe siècle jusqu'à ce que, le 11 novembre 1433, John Fildyng, ou Feilding, achète le domaine ; il était un descendant des premiers propriétaires, la famille Newnham,. Les Feilding ont agrandi leur domaine en achetant des parties du manoir de Monks Kirby (c'est-à-dire les terres qui appartenaient au prieuré de Monks Kirby) aux moines d'Axholme à la fin des années 1400 et au début des années 1500,. Lors de la Réforme, le roi Henri VIII a confisqué les biens du prieuré d'Axholme. Il accorda le presbytère et le patronage du presbytère de Monks Kirby ainsi que les revenus de la collecte des dîmes locales à sa fondation du Trinity College de Cambridge. Le vaste et précieux manoir des Monks Kirby  fut rapidement revendiqué par le puissant Charles Brandon, 1er duc de Suffolk .

Dans les années 1600, le statut des Feilding s'est accru lorsque le beau-frère de William Feilding, George Villiers, est devenu le favori du roi Jacques Ier : Villiers est devenu le duc de Buckingham, immensément puissant. Les amis et la famille de Villiers se sont élevés avec lui et William Feilding a été nommé premier comte de Denbigh. Même George, le deuxième fils de William, âgé de huit ans (du nom de son important oncle), a eu droit à son propre comté. Pendant ce temps, le manoir des moines Kirby était passé aux descendants de Charles Brandon jusqu'à ce qu'il soit acheté par George Villiers. mère Mary, comtesse de Buckingham qui l'a légué à son petit-fils Basil Feilding, deuxième comte de Denbigh à sa mort en 1632. La famille Feilding en est ainsi devenue propriétaire d'une grande partie des moines Kirby, à la fois du domaine historique de Newnham Paddox et des terres qui, dans le la période médiévale avait appartenu à l'église prieurale de Monks Kirby.

### de 1700 auXXIesiècle
La flèche de l'église s'est effondrée lors d'une tempête la nuit de Noël 1701. La clôture des terres agricoles aux XVIIIe et XIXe siècles a vu les riches propriétaires fonciers de Monks Kirby priver la population locale de son accès traditionnel aux terres communes. La famille Skipwith, seigneurs de Newbold Revel dans les années 1700, a largement utilisé sa position de député pour promouvoir des actes de clôture au nom de sa propre famille et de ses amis, y compris les terres de Stretton-under-Fosse.
L'incident le plus notoire dans le processus de définition des limites de Monks Kirby s'est produit en 1837 lorsque le 7e comte de Denbigh a voulu louer une grande parcelle de terrain, Pailton Pastures, à l'autre grand propriétaire foncier, le Trinity College de Cambridge. Cela impliquait de dégager le terrain. terre de ses locataires assis. Il y a eu des émeutes parmi les habitants de Pailton. Un locataire très âgé, Thomas Gubbins, faisait obstacle au projet du comte et du Collège. Le comte a poursuivi l'affaire jusqu'à ce que Gubbins - qui aurait plus de 100 ans - soit envoyé en prison où il mourut bientôt. C'était déjà scandaleux à l'époque : le journal du comté écrivait : « On peut se demander quels auraient pu être les sentiments d'un plaignant [c'est-à-dire le comte de Denbigh] dans une affaire comme celle-ci. Est-il maintenant satisfait ? Gubbins est devenu connu comme le martyr de Pailton.
Le recteur de Monks Kirby - nommé par le Trinity College de Cambridge - a joué un rôle important dans les poursuites contre les Gubbins. Le 7e comte Denbigh et son épouse Lady Mary sont tous deux enterrés dans l'église St Edith.
L’Église d’Angleterre étant si clairement du côté des puissants, il n’est pas surprenant que de nombreux habitants ordinaires de Monks Kirby se soient tournés vers les églises non conformistes du XVIIe au début du XXe siècle. La non-conformité dans la paroisse remontait à l'époque d'Oliver Cromwell et une congrégation baptiste fut créée en 1817, ses membres souffrant initialement de nombreuses persécutions. La chapelle baptiste a été construite au bout de Bell Lane, à la limite du village, juste à l'extérieur des terres du comte de Denbigh. Il comptait 150 sièges et fut démoli vers 1960.
Le processus de clôture des XVIIIe et XIXe siècles a conduit à la création de fermes plus grandes et louées sur les terres de Denbigh, Newbold Revel et Trinity College de Cambridge : les bâtiments de ferme victoriens distinctifs sont une caractéristique majeure du paysage rural autour de Monks Kirby. Les fermiers formaient la classe moyenne rurale dominante dans la société Monks Kirby de l'ère victorienne jusqu'au milieu du XXe siècle. Le Monks Kirby Farmers Club Show était l'événement majeur de leur année avec des centaines de vaches et de chevaux exposés et, à son apogée en 1914, 7 000 personnes y assistaient . Le Trinity College en conserve le bénéfice aujourd'hui (et est donc toujours impliqué dans la nomination du vicaire) mais s'est départi d'importantes propriétés foncières autour de Monks Kirby après la Seconde Guerre mondiale. De même, la famille Feilding a, depuis le milieu du XXe siècle, vendu régulièrement une grande partie de son domaine (par exemple en vendant 2 500 acres du domaine historique de Newnham Paddox en 2014-2015).

## Limites de Monks Kirby
Les limites historiques de la paroisse de Monks Kirby, existant de l'époque médiévale jusqu'au XIXe siècle, comprenaient plusieurs villages et hameaux voisins : Copston Magna, Pailton, Stretton-under-Fosse, Newbold Revel, Brockhurst, Little Walton, Street Ashton et Easenhall. La paroisse avait une enclave dans le Leicestershire, une terre connue sous le nom de Goresland à Ullesthorpe, séparée de Monks Kirby par la paroisse voisine de Wibtoft et juste au-delà de la frontière du comté. Monks Kirby était la plus grande paroisse du Warwickshire ; la taille historique de Monks Kirby était d'environ 10 000 acres, environ 40 kilomètres carrés. Vers 1866, Pailton, Easenhall, Stretton-under-Fosse et Copston devinrent des paroisses distinctes. Même à l'intérieur de ses limites modernes très réduites, la paroisse civile de Monks Kirby a toujours une superficie de 4 550 acres, soit environ 18 kilomètres carrés, ce qui est la 11e place des paroisses anglaises en termes de superficie. La paroisse ecclésiastique ne comprend plus Copston ou Easenhall mais comprend toujours Pailton et Stretton-under-Fosse. Les limites (civiles et ecclésiastiques) de Monks Kirby incluent toujours les terres du village de Cestersover, abandonnées au Moyen Âge.

## Démographie
La population de la paroisse est de 445 habitants

## Gouvernance
Au début du XVIIe siècle, la centaine de Knightlow (l'une des quatre divisions administratives du comté) fut réorganisée sur la base de quatre divisions de hauts constables – Kenilworth, Monks Kirby, Rugby et Southam. Monks Kirby conserva son grand connétable jusqu'en 1828. À partir de 1834, la paroisse civile de Monks Kirby faisait partie de Lutterworth Poor Law Union ce qui signifie que les personnes vivant dans la pauvreté à Monks Kirby ont été envoyées au workhouse  dans Lutterworth. Le Rural Sanitary District de Lutterworth a été introduit en 1875 et couvre la même zone que le Poor Law Union. Les districts sanitaires ruraux (RSD) ont été remplacés par des districts ruraux et alignés sur les frontières des comtés en 1894 : le district rural de Monks Kirby a existé de 1894 à 1932 couvrant les paroisses du Warwickshire qui se trouvaient dans le Rural Sanitary District de Lutterworth. En 1932, le district rural de Monks Kirby a été fusionné avec le Rugby Rural District, qui à son tour a fusionné avec l'Borough municipal de Rugby en 1974, pour former l'actuel Rugby Borough Council.

## Monks Kirby aujourd'hui
La population de Monks Kirby n'est aujourd'hui que légèrement supérieure à celle enregistrée dans le Domesday Book, bien inférieure à la population du village au XIXe siècle et probablement aux XIIe et XIIIe siècles également. Depuis les années 1950, la population principalement agricole du village a été remplacée par une population âgée riche et bien instruite grâce à un processus de suburbanisation des nombreuses villes voisines. Les résidents sont attirés par le village calme, bien entretenu et bien desservi par les routes. Le village se trouve dans la ceinture verte de Coventry. Hormis un pub, The Denbigh Arms, le village n'a désormais plus de magasin ni d'entreprise. Il y a deux églises : l'église anglicane St Edith et l'église catholique romaine St Joseph. Il y a aussi une salle des fêtes très fréquentée et l'école de Revel. Le village a beaucoup évolué depuis l'époque médiévale et particulièrement au cours des soixante-dix dernières années. Alors que le village historique était centré autour de l'église paroissiale, le centre du village est aujourd'hui plus au nord-est : le village a fusionné avec Brockhurst qui était un hameau distinct de l'autre côté du ruisseau Smite.

## Communauté catholique romaine
Monks Kirby est un centre local de la foi catholique romaine depuis la conversion de Rudolph, le 8e comte de Denbigh au catholicisme en 1850. Le couvent Saint-Joseph et l'école/orphelinat pour filles ont été créés dans le village dans les années 1870. Les premières religieuses étaient des Sœurs de la Charité d'un couvent de l'autre domaine du comte à Pantasaph dans le Flintshire, au nord du Pays de Galles . Les Sœurs de la Charité furent remplacées par les Sœurs de la Miséricorde en 1923. Pendant la Seconde Guerre mondiale, le 10e comte de Denbigh céda Newnham Paddox House à une autre communauté de religieuses : les Chanoinesses du Saint-Sépulcre. Ces religieuses avaient évacué leur couvent, New Hall à Chelmsford en 1940, en raison de la menace de bombardement. Pendant la guerre, les chanoinesses dirigeaient une école pour les enfants du pays. Ils retournèrent à New Hall en 1945.
Les Sœurs de la Miséricorde sont restées au couvent de Monks Kirby jusqu'en 1977. En 1982, le couvent fut occupé par la première congrégation de Marie, Mère de l'Église (maintenant appelée « Mater Ecclesiae ») établie par sœur Catherine Mulligan comme couvent pour femmes mûres cherchant à entrer dans la vie religieuse. En 1998, la congrégation Mater Ecclesiae a déménagé à Street Ashton House dans le hameau voisin de Street Ashton, où elle est restée basée jusqu'en 2020. Les sœurs âgées restantes sont maintenant dispersées et Street Ashton House a été vendu, mettant ainsi fin à 150 ans de vie monastiqueà Monks Kirby.
Les bâtiments du couvent du XIXe siècle de Monks Kirby ont maintenant été convertis en logements, mais une nouvelle église, l'église Saint-Joseph, a été construite dans les années 1990 selon les plans de l'architecte John Holmes. Cette église a été consacrée par l'archevêque de Birmingham, Bernard Longley, le 11 juillet 2012, fête de saint Benoît. St Joseph continue d'être une communauté de culte aujourd'hui, avec une grande congrégation se réunissant le dimanche et qui vient d'au-delà du village de Monks Kirby. Il y a aussi une messe quotidienne dans la paroisse. Un permis de construire a été accordé pour une petite salle paroissiale, prévue sur un terrain à l'arrière de l'église. Les points forts de l'année incluent la procession annuelle de mai, lorsque le processus paroissial en l'honneur de Notre-Dame se termine par le couronnement de la statue et la bénédiction du Saint-Sacrement. Il y a aussi une procession du Corpus Christi en juin du Village Green à St Joseph's. En juillet 2018, Saint-Joseph a installé un nouveau système de cloches qui permet de sonner l'Angélus à midi et à 18 heures ainsi que d'appeler les fidèles à la messe. À des moments particuliers de l'année et à la fin de la journée scolaire, des hymnes sont joués sur le carillon automatisé.
Le curé actuel est un prêtre de l'Ordinariat de Notre-Dame de Walsingham et la paroisse est formellement sous la garde de l'Ordinariat. La messe (culte divin) est célébrée chaque semaine et Saint-Joseph est devenu un centre d'intérêt pour les membres de l'ordinariat de la région du Leicestershire et de l'East Warwickshire. Le chant du soir et la bénédiction sont célébrés. À la périphérie de Monks Kirby se trouve un lieu de sépulture catholique romain, à l'origine un cimetière privé de la famille Feilding, mais qui est aujourd'hui utilisé pour les sépultures de Saint-Joseph. La chapelle du Sacré-Cœur au cimetière a été conçue par l'architecte Thomas Henry Wyatt dans le cadre de la rénovation de Newnham Paddox House, entreprise pour le huitième comte en 1888.

## Revel School
Les enfants de Monks Kirby et des villages environnants fréquentent l'école de Revel, qui est peut-être unique en ce sens qu'il s'agit d'une école de l'Église d'Angleterre avec une offre catholique et une catéchèse. Les enfants de l'école visitent régulièrement l'Église catholique pour le culte et sont préparés par l'école à leur première communion. Le recteur de l’Église d’Angleterre et le curé catholique dirigent le culte à l’école. Des messes scolaires (au sein de St Joseph) ont lieu régulièrement.

## Newnham Paddox
Le domaine de Newnham Paddox est voisin de Monks Kirby et est le château du comte de Denbigh. Une grande partie du domaine a été vendue au cours des dernières décennies. Le domaine était très ancien, datant probablement de la période d'invasion post-romaine et anglo-saxonne lorsque de nouvelles implantations s'établirent (d'où New-ham). Un très grand manoir existait sur le domaine jusqu'en 1952. Il connut au moins trois étapes d'aménagement :
- Une grande maison probablement à pans de bois construite à la fin du XVIe ou au début du XVIIe siècle. À la fin des années 1600, de grands jardins à la française ont été aménagés avec une immense série de bassins (connus sous le nom de « Grand Canal »)[40] derrière et le long de la maison. Ceux-ci peuvent être vus dans une gravure réalisée en 1707[41].
- En 1754-68, Lancelot "Capability" Brown construisit un grand manoir pour les cinquième et sixième comtes (incorporant peut-être des éléments de la maison antérieure). Dans le même temps, Brown a supprimé les jardins à la française pour les remplacer par des jardins paysagers dans son style distinctif.
- À la fin du XIXe siècle, la maison a été considérablement réaménagée dans le style français, y compris une chapelle catholique romaine ornée, par l'architecte Thomas Henry Wyatt. Cette maison du XIXe siècle a été démolie en 1952 après avoir subi des dégâts des eaux résultant du dégel des canalisations gelées à une époque où la famille était frappée par de lourds droits de succession[42].

Il existe très peu d’informations sur la maison "Capability Brown". Cependant, en 2020, les archéologues ont découvert que « l'ancien manoir conçu par Capability Brown à Newnham Paddox existait toujours juste en dessous du niveau du gazon ». Une fouille complète du site devait commencer la même année. Les grandes portes, les écuries et les jardins paysagers de Brown demeurent et l'actuel comte vit toujours dans une maison en bois du XXe siècle dans le parc. Le terrain de la maison est ouvert au moins une fois par an (mais pas en 2020 ou 2021 en raison de la COVID-19) pour un événement printanier populaire du « dimanche des jonquilles » au cours duquel des milliers de jonquilles viennent fleurir sur le terrain.

## Lieux et monuments
- Prieuré de Kirby (en) connu sous le nom de Kirkbury, fondé en 1077, par Geoffrey de La Guerche, fils de Sylvestre de La Guerche, qui avait obtenu des terres dans la région en récompense de son soutien à Guillaume II de Normandie[45]. Il a accordé une partie de sa terre et de sa dîme, pour établir, avec l'église de Kirkbury et deux prêtres, une cellule ou un prieuré de moines bénédictins soumis à l'Abbaye Saint-Nicolas d'Angers. Le prieuré a été temporairement annexé à la chartreuse d'Axholme en 1396, puis restauré à Angers en 1399. Ce qui entraîne des procès pendant vingt ans. En 1414, le roi Henri V le concéde de nouveau à Axholme[46].